# Christopher Greenbury
Christopher Greenbury (Liverpool, 24 settembre 1951 – Liverpool, 3 gennaio 2007) è stato un montatore britannico.
Conta più di 30 partecipazioni dal 1979, anno del suo debutto nel mondo del cinema con Tutti a Hollywood con i Muppet.
Assieme a Tariq Anwar, vinse un BAFTA al miglior montaggio per American Beauty alla 53ª edizione della cerimonia e ricevette una candidatura agli Oscar 2000 nella stessa categoria.
La sua attività si concentrò, tuttavia, sulla commedia; in tal senso, si ricordano sei collaborazioni con i fratelli Farrelly a partire da Scemo & più scemo del 1994.
Era membro dell'American Cinema Editors.

## Filmografia
- Tutti a Hollywood con i Muppet (The Muppet Movie) (1979), regia di James Frawley
- Where the Buffalo Roam (1980), regia di Art Linson
- Some Kind of Hero (1982), regia di Michael Pressman
- American Blue Jeans (1982), regia di David Fisher
- Doctor Detroit (1983), regia di Michael Pressman
- Smokey and the Bandit Part 3 (1983), regia di Dick Lowry
- La signora in rosso (The Woman in Red) (1984), regia di Gene Wilder
- Passaggio per il paradiso (The Heavenly Kid) (1985), regia di Cary Medoway
- Luna di miele stregata (Haunted Honeymoon) (1986), regia di Gene Wilder
- In tre si litiga meglio (Three for the Road) (1987), regia di Bill L. Norton
- Options - Contratti (Options) (1989), regia di Camilo Vila
- Una pallottola spuntata 2½ - L'odore della paura (The Naked Gun 2½: The Smell of Fear) (1991), regia di David Zucker
- I dinamitardi (Live Wire) (1992), regia di Christian Duguay
- Palle in canna (National Lampoon's Loaded Weapon 1) (1993), regia di Gene Quintano
- Scemo & più scemo (Dumb & Dumber) (1994), regia di Peter e Bobby Farrelly
- Frank & Jesse (1994), regia di Robert Boris
- Il club delle baby sitter (The Baby-Sitters Club) (1995), regia di Melanie Mayron
- Tonto + tonto (Bio-Dome) (1996), regia di Jason Bloom
- Kingpin (1996), regia di Peter e Bobby Farrelly
- Ore piccole (Booty Call) (1997), regia di Jeff Pollack
- Tutti pazzi per Mary (There's Something About Mary) (1998), regia di Peter e Bobby Farrelly
- Lost & Found (1999), regia di Jeff Pollack
- American Beauty (1999), regia di Sam Mendes
- Io, me & Irene (Me, Myself & Irene) (2000), regia di Peter e Bobby Farrelly
- Quando l'amore è magia - Serendipity (Serendipity) (2001), regia di Peter Chelsom
- Amore a prima svista (Shallow Hal) (2001), regia di Peter e Bobby Farrelly
- Una hostess tra le nuvole (View from the Top) (2003), regia di Bruno Barreto
- L'asilo dei papà (Daddy Day Care) (2003), regia di Steve Carr
- Fratelli per la pelle (Stuck on You) (2003), regia di Peter e Bobby Farrelly
- Missione tata (The Pacifier) (2005), regia di Adam Shankman
- Il ritorno della scatenata dozzina (Cheaper by the Dozen 2) (2005), regia di Adam Shankman
- Prendilo - Le dimensioni contano (Gettin' It) (2006), regia di Nick Gaitatjis
- Il campeggio dei papà (Daddy Day Camp) (2007), regia di Fred Savage
- Svalvolati on the road (Wild Hogs) (2007), regia di Walt Becker
- Love in the Hamptons (cortometraggio) (2009), regia di Tom Folino (postumo)
- Missing Link (cortometraggio) (2009), regia di Rena Brannan (postumo)

## Riconoscimenti

### Vinti
- 2000: BAFTA al miglior montaggio - American Beauty

### Candidature
- 1999: Satellite Award per il miglior montaggio - American Beauty
- 2000: Oscar al miglior montaggio - American Beauty
- 2000: Eddie Award al miglior montatore in un film drammatico - American Beauty
- 2000: Las Vegas Film Critics Society Award per il miglior montaggio - American Beauty
- 2000: Online Film Critics Society Award al miglior montaggio in un film - American Beauty